# Victor Angeletti
Victor Angeletti, né le 20 novembre 1994 à Thionville, est un footballeur français international de beach soccer .

## Biographie
Victor Angeletti nait le 20 novembre 1994 à Thionville. 

### En club
Début mai 2017, Victor Angeletti rejoint le club belge du LSA Perwez Beach Soccer avec qui il dispute l'Euro Winners Cup. 
Lors de la saison 2018-2019, Victor Angeletti est l'un des grands artisans de l'excellente saison de l'ES Gandrange qui accède en Régional 2. Il brille également avec l'équipe de France de beach soccer dont il est devenu l'un des cadres. Il participe au premier championnat de France de beach soccer officiel en août 2019 avec le Grande Motte Pyramide Beach Soccer, qu'il rejoint cette saison-là et remporte la compétition.  
En 2021, il part participer au championnat Italien de Beach Soccer avec le club de Cagliari Calcio. Là où il finit meilleur buteur de son club avec pas moins de 14 buts marqués.  
Il remportera une nouvelle fois le Championnat de France de beach soccer en 2022 toujours avec le Grande Motte Pyramide Beach Soccer. En parallèle il accède avec son club de l'ES Gandrange en Régional 1.  

### En équipe nationale
En 2016, Victor Angeletti connaît ses premières convocations en équipe de France de beach soccer. Il dispute huit rencontres et marque à trois reprises, dès sa première cape contre la Bulgarie en éliminatoires pour le Mondial 2017, puis un doublé face à l'Azerbaïdjan dans la même compétition. 
En 2017, il joue cinq matches internationaux et marque un triplé face au Mexique (défaite 4-3) en tournoi amical de fin de saison.
Sur 2018, Angeletti fait partie des trois joueurs les plus utilisés en Bleus, avec le capitaine Barbotti et Bizot (onze sélections), et est le meilleur buteur de l'équipe avec dix buts. 
En juillet 2019, Victor Angeletti est capitaine de l'équipe de France lors des qualifications pour la Coupe du monde. Malgré trois buts, il ne permet pas aux Bleus de se qualifier. Un mois plus tard, il participe à l'Euro Beach Soccer League 2019 puis aux seconds Jeux méditerranéens de plage.  
Sur l'année 2019, il est pour la seconde fois consécutive co-joueur le plus utilisé (quatorze matchs, avec Quentin Gosselin) et meilleur buteur de la sélection (quinze buts). 
Après un an de battement (2020), sur l'année 2021, il participe aux qualifications pour la Coupe du monde de 2021 à Nazaré. Malheureusement, il ne réussit pas à qualifier l'équipe de France avec seulement 3 buts à son actif.  
En juillet 2023, il est rappelé en équipe de France pour participer aux qualifications pour la Coupe du monde de 2024 à Dubai. Avec 3 buts encaissé sur 4 matchs joués. Il est un des acteurs majeurs de cette compétition sur ses performances. Il arrive à se hisser en quart de finale de la compétition mais la défaite 3-1 face à la Biélorussie ne lui permet pas de se qualifier pour la prochaine Coupe du monde de la FIFA.  

## Statistiques en équipe nationale
| Année      | 2016 | 2017 | 2018 | 2019 | 2021 | 2023 |
| ---------- | ---- | ---- | ---- | ---- | ---- | ---- |
| Sélections | 8    | 5    | 11   | 14   | 10   | 4    |
| Buts       | 3    | 3    | 10   | 15   | 5    | 3    |

## Palmarès
- Championnat de France de beach soccer (1)  
  - Champion : 2019 avec la Grande-Motte
  - Champion : 2022 avec la Grande-Motte
- Jeux méditerranéens de plage
  - Troisième : 2019 avec la France (Médaille de Bronze)
- Coupe de Belgique de beach soccer
- Champion : 2021 avec la New Team Brussels
- Champion : 2022 avec la New Team Brussels